# Le Sablard

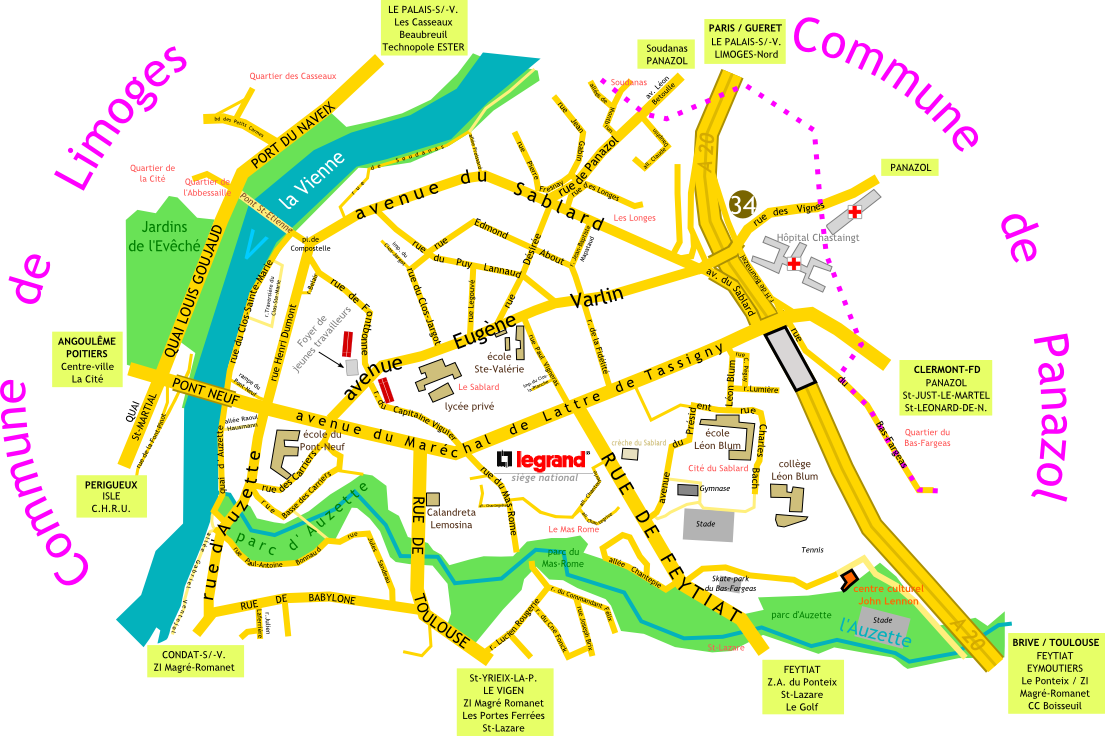
Plan du quartier

Le Sablard est un quartier de la ville française de Limoges, en Haute-Vienne. 
Situé au sud-est de la ville, sur la rive gauche de la Vienne, il est partagé entre une zone ancienne et pittoresque (le quartier des Ponts, entre l'Auzette et Soudanas), une zone résidentielle datant du début du XXe siècle (entre l'avenue du Sablard et l'avenue Tassigny), et une cité d'immeubles.
Une partie du Sablard est classée quartier prioritaire, au sud de l'avenue du Maréchal de Lattre de Tassigny, avec près de 1 500 habitants en 2018.

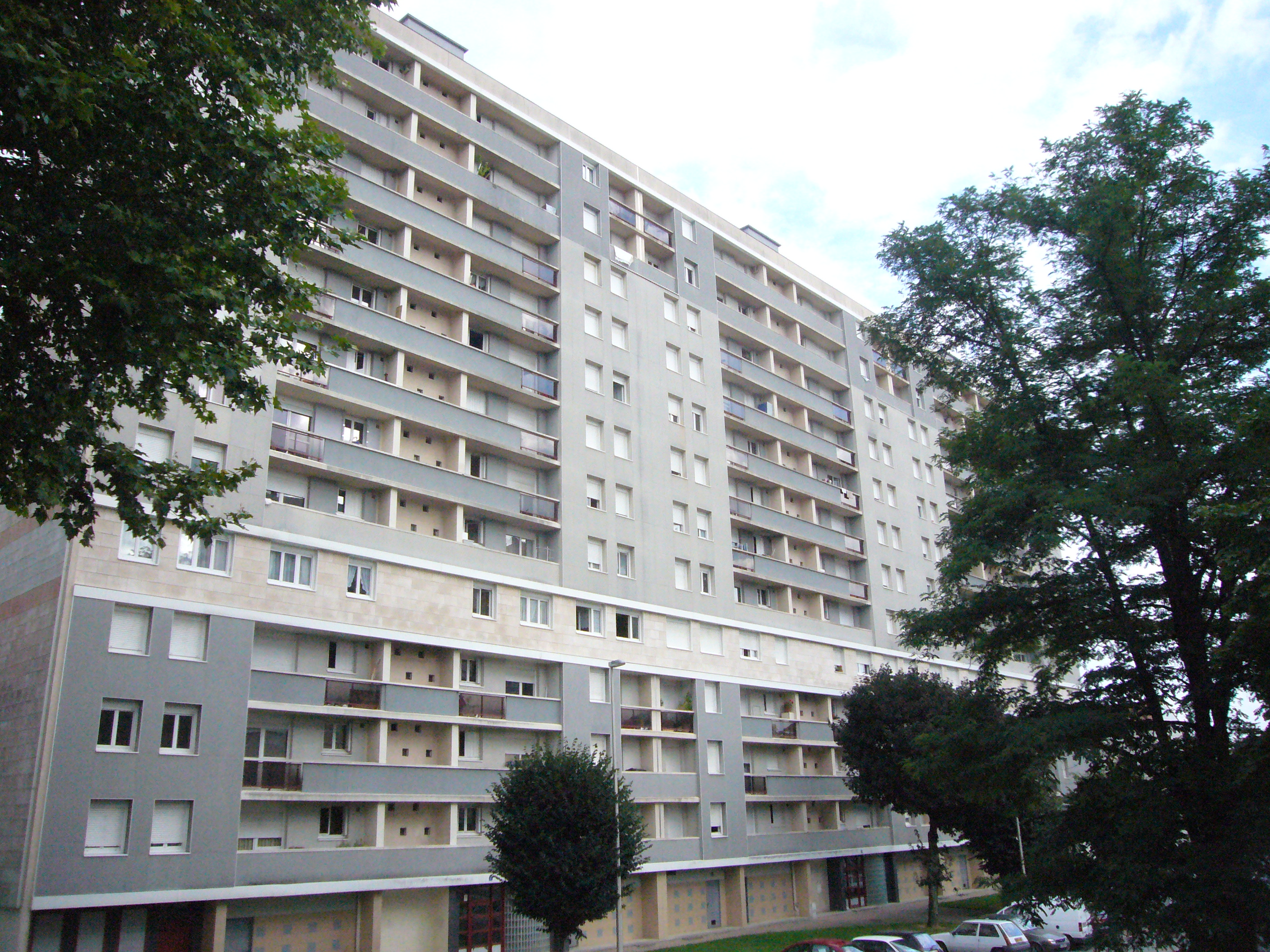
La cité du Sablard

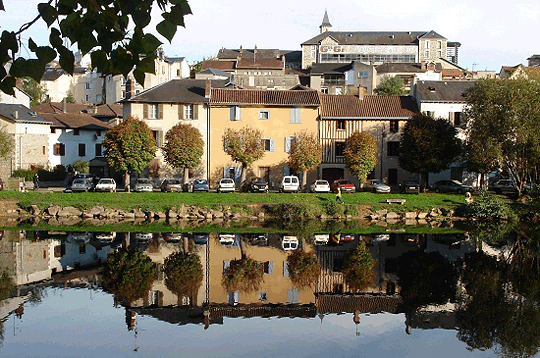
Le quartier dit des Ponts

## Situation
Il est situé à l'est de la commune, à la limite de Panazol, sur la rive gauche de la Vienne.
Il s'étend des bords de la Vienne à l'ouest, à ceux de l'Auzette au sud, et à l'Autoroute A20 à l'est.
Il est bordé de plusieurs espaces verts : les bords de Vienne, le parc de l'Auzette, le parc du Mas-Rome,le parc du Bas-Fargeas.

## Historique

### Toponymie
Son nom provient sans doute d'une ancienne sablière.
Elle doit avoir été construite en 1960.

## Transports
Le quartier est traversé par quatre axes routiers majeurs :
- l'Autoroute A20 qui le borde à l'est.
- l'avenue du Maréchal de Lattre de Tassigny, qui le relie au centre-ville à l'ouest et se prolonge par l'ex route nationale 141 à l'est vers Panazol et Clermont-Ferrand.
- la route de Feytiat, RD 979 vers Eymoutiers.
- la route de Toulouse, ex route nationale 20, qui se prolonge vers Saint-Yrieix-la-Perche au sud.

Le quartier est desservi par plusieurs lignes de bus de la STCL.
- ligne 1 du trolleybus
- lignes de bus 1232343540

## Voies

### Principales rues
Le quartier est longé au sud par une des principales grandes artères de Limoges, l'avenue du Maréchal de Lattre de Tassigny, RD 941 qui se prolonge vers Panazol et Clermont-Ferrand, ancienne route nationale 141.
Il est traversé par la rue Eugène Varlin, qui relie l'avenue précédente à l'Autoroute A20

### Lieux pittoresques
- la rue du Clos-Sainte-Marie, qui longe la Vienne
- le pont Saint-Étienne
- la place de Compostelle

Ces trois lieux font partie de la portion du quartier nommée quartier des Ponts.

## Bâtiments

### Bâtiments publics administratifs, culturels ou commerciaux
- École du Pont-Neuf
- École et collège Léon-Blum
- Siège de l'entreprise Legrand
- Hôpital Chastaingt

### Monuments
Il y a aussi l'école maternelle Léon Blum pratiquement en face du collège 